# Jürgen Beck (Jurist)
Jürgen Beck (* 30. November 1971 in Bad Kreuznach) ist ein deutscher Jurist und Richter am Bundessozialgericht.

## Leben
Nach einer Kindheit in Gau-Bickelheim und dem Abitur studierte Beck ab 1991 an der Johannes Gutenberg-Universität Mainz Rechtswissenschaft. Nach dem ersten juristischen Staatsexamen 1996 schloss sich der Referendardienst im Bezirk des Oberlandesgerichts Koblenz an. 
Nach dem zweiten juristischen Staatsexamen im Mai 1998 trat Beck in die Sozialgerichtsbarkeit ein. Von 1998 bis 2001 war er Richter auf Probe am Sozialgericht Speyer. Danach war er als wissenschaftlicher Mitarbeiter zunächst an das Bundessozialgericht, danach (von 2004 bis 2007) an das Bundesverfassungsgericht abgeordnet. Im Anschluss daran war er wiederum als Richter am SG Speyer tätig. 
Seit dem Juni 2008 war Beck Referatsleiter für Kabinett-, Parlaments- und Grundsatzangelegenheiten im Hessischen Ministerium der Justiz in Wiesbaden. Während der dortigen Abordnung wurde er im November 2008 zum Richter am Hessischen Landessozialgericht in Darmstadt ernannt. 
Am 17. März 2011 wurde Jürgen Beck zum Richter am Bundessozialgericht gewählt. Er trat sein Amt am 1. August 2012 an. Er gehört dort dem 12. Senat an, der für das Beitrags- und Mitgliedschaftsrecht der Krankenversicherung, der Pflegeversicherung, der Rentenversicherung und der Arbeitslosenversicherung zuständig ist. Neben weiteren zahlreichen Veröffentlichungen im sozialrechtlichen Bereich ist Beck insbesondere Mitautor eines Kommentars zum Recht der gesetzlichen Krankenversicherung.
Jürgen Beck ist verheiratet.